# Ann Van den Broek
Ann Van den Broek (Antwerpen, 1970) is een Belgische choreografe.

## Achtergrond
Ann Van den Broek volgde vanaf 1988 een dansopleiding bij de Rotterdamse dansacadamie. Hierna danste ze bij onder meer bij: 
- 1990: Elisa Monte Co. (New York)
- 1991 - 1998: Dansgroep Kirsztina de Châtel (Amsterdam)
- 1998: Galili Dance (Groningen)
- 1998 - 2000: Charleroi/Danses (Charleroi)

Sinds 2000 werkt ze aan haar eigen producties en richtte het dansgezelschap WArd/waRD op in Antwerpen. Daarnaast is ze ook actief als gastdocente hedendaagse dans. 

## WArd/waRD
De producties van Ann Van den Broek worden getypeerd door een vorm van onrust. Naast de Belgische WArd/waRD bestaat er ook een Nederlandse stichting en functioneert deze vanuit een Vlaams-Nederlandse structuur. 

## Prijzen
- Zwaan voor de meest indrukwekkende dansproductie in het seizoen 2007-2008 voor Co(te)lette.

## Podiumproducties
Ann Van den Broek speelde een actieve rol in de volgende podiumproducties (data van eerste uitvoering):
- 2002: Student Art 2
- 2003: Student Art 3:
- 2005: Student Art
- 2005: FF+ Rew 60:00
- 2006: E 19 (richting San José)
- 2007: Co(te)lette
- 2008: I SOLO MENT
- 2009: We Solo Men
- 2009: Ohm
- 2010: Q61
- 2011: KAMEPA
- 2011: LIstEn & See
- 2012: Das Blaue
- 2012: The Red Piece
- 2012: Domestica
- 2013: The Black Piece
- 2014: Q61 Cemetery
- 2014: Q61 Niche 5
- 2014: Phrasing the Pain
- 2015: Pushing The Weel
- 2015: Afraid
- 2016: Accusations
- 2017: Accusations #1: I Question